# Campana tibetana

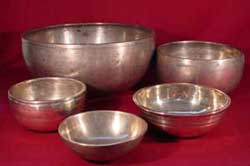
Antiche campane dell'Himalaya

La campana tibetana è un antico strumento musicale originario della cultura pre-buddista sciamanica bon po himalayana che regnava nell'antico Tibet. Successivamente si è diffusa in tutta l'Asia: oggi vengono prodotte perlopiù in Nepal (con un'antichissima tradizione nella regione del Thado), ma sono presenti e costruite anche in Cina, Giappone e Corea .

## Informazioni
Solitamente sono composte in una lega bronzea . La lega può comunque arrivare a comprendere fino a 12 metalli.
Le campane tibetane sono tipiche campane statiche o a terra. A differenza delle campane tradizionali la campana tibetana non viene infatti appesa capovolta e il batacchio non è interno e a pendolo, ma manuale ed esterno: la campana viene suonata colpendola e/o sfregandola con il percussore sul bordo esterno. Il suono di questi strumenti corrisponde ad una lunga vibrazione poliarmonica. Questa caratteristica le ha rese molto usate per fini religiosi, per i riti e le meditazioni.

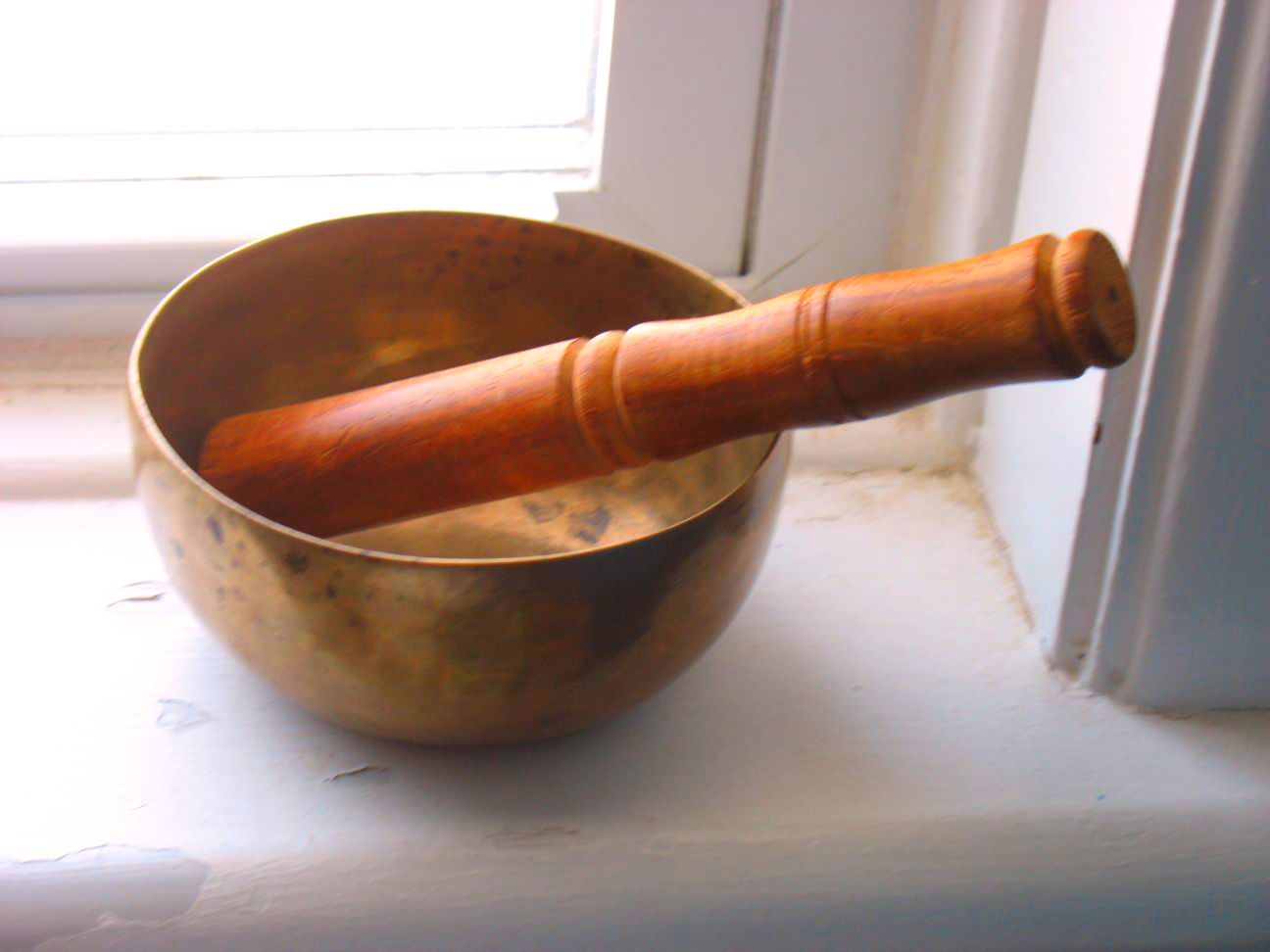
Una piccola campana tibetana

A seconda della foggia se ne distinguono diversi modelli (tibetana, indiana, bengalese, manipuri, Assam). Ne esistono anche di incise con decorazioni (conosciute generalmente come nepalesi).  Le campane migliori presentano un timbro che va da uno a tre "sovratoni". Solitamente il suono di base è quello determinato dalla percussione, mentre i sovratoni emergono durante lo sfregamento circolare. Incide molto sulla bontà e qualità del suono la lavorazione: una campana ben lavorata e priva di difetti, con base liscia e ben strutturata garantirà un suono uniforme e prolungato. 
Si parte da una lastra di metallo e, attraverso varie fasi (fusione, battitura, forgiatura, lucidatura) si arriva al prodotto finito. Una buona campana può richiedere un'intera giornata di lavoro. 
Sulla qualità del suono incidono diversi fattori insieme: dimensione, numero dei metalli e loro percentuale, foggia, peso. Generalmente più la campana è grande e svasata più il suono risulta grave e viceversa. 
Le dimensioni e il peso delle campane tibetane possono variare da pochi centimetri di diametro e un centinaio di grammi di peso fino a oltre 30 cm. di diametro e il peso di alcuni chilogrammi. 

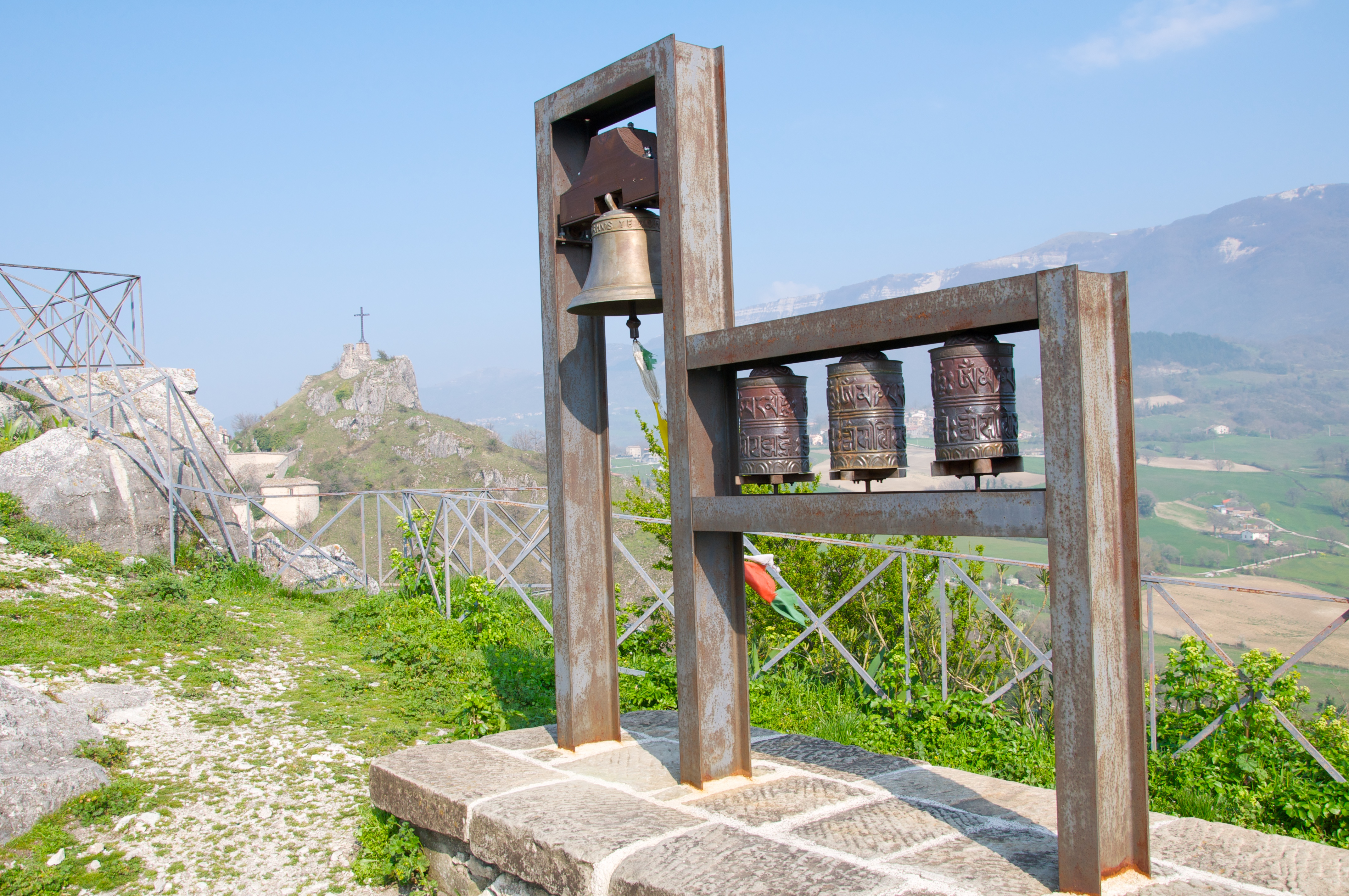
Campana e ruote della preghiera tibetane a Pennabilli, comune italiano molto legato al Tibet sin dal XVIII secolo.

Le campane possono essere utilizzate come meditazione sonora: il cosiddetto massaggio sonoro consiste nell'adagiare le campane sul corpo della persona da trattare, in corrispondenza dei chakra, e provocarne la vibrazione.
Per quanto attiene agli strumenti di percussione, vengono utilizzati dei bastoni cilindrici, rivestiti solitamente di pelle di camoscio, la cui misura varia di molto a seconda delle dimensioni della campana. Vengono inoltre utilizzati percussori come quelli che si utilizzano per i gong, con il manico in legno o legno di bambù e la testa in legno con rivestimento di lana cotta.
In Occidente si è registrato un crescente interesse verso le campane tibetane, a partire dagli anni '80, Dall'area tedesca, le campane si stanno diffondendo anche nel resto d'Europa.